# Colette Goossens
Colette Goossens (Roubaix, 2 giugno 1942) è un'ex nuotatrice belga.
Specializzata nella rana, ha partecipato ai Giochi di Melbourne 1956, gareggiando, nei 200m rana.
È stata campionessa belga nei 200m rana nel periodo 1957-1960.